# Johann Langmayr
Johann Langmayr (ur. 29 sierpnia 1910, zm. 1943 pod Stalingradem) – austriacki lekkoatleta.
W 1936 wystartował na igrzyskach olimpijskich w Berlinie w biegu na 110 metrów przez płotki, w którym odpadł w pierwszej rundzie, zajmując 3. miejsce w swoim biegu eliminacyjnym z czasem 15,1 s.
W 1934 odpadł w półfinale mistrzostw Europy na 110 m ppł, zajmując 6. miejsce w swoim biegu.
Czterokrotny mistrz Austrii na 110 m ppł z 1931, 1932, 1934 i 1939.
Rekordy życiowe:
- 110 m ppł – 14,9 s (2 października 1932, Wiedeń)
- 200 m ppł – 26,8 s (12 maja 1934, Wiedeń)

Reprezentował klub Post SV Wiedeń.
Poległ w bitwie stalingradzkiej.